# 結崎站
結崎站（日语：／ Yuzaki eki */?）位於日本奈良县磯城郡川西町結崎出屋敷，是近畿日本鐵道（近鐵）橿原線的鐵路車站。車站編號為B34。

## 歷史
- 1923年（大正12年）3月21日 - 大阪電氣軌道畝傍線（現在的橿原線）平端 - 橿原神宮前（初代）間開通，本站開業[1]。
- 1941年（昭和16年）3月15日 - 公司與參宮急行電鐵合併，成為關西急行鐵道[1]。
- 1944年（昭和19年）6月1日 - 公司合併，成為近畿日本鐵道[1]。
- 1998年（平成10年）12月 - 站房重建工程完工。
- 2007年（平成19年）4月1日 - 可使用PiTaPa乘車[2]。

## 車站構造
側式月台2面2線的地面車站。月台有效長度為4節車廂。站房（改札口）位於2號月台側，若要前往對面的1號月台須經過站內平交道。
本站由天理站管理，設有站務員。

### 月台配置
| 月台 | 路線   | 方向 | 目的地                                                          |
| ---- | ------ | ---- | --------------------------------------------------------------- |
| 1    | 橿原線 | 下行 | 往 田原本、大和八木、橿原神宮前、吉野                           |
| 2    | 橿原線 | 上行 | 往 平端、天理、大和西大寺、奈良、京都、大阪難波、尼崎、神戶三宮 |

## 使用狀況
近年本站1日上下車人次調査結果如下。
- 2018年11月13日：3,885人
- 2015年11月10日：4,053人
- 2012年11月13日：4,227人
- 2010年11月9日：4,317人
- 2008年11月18日：4,750人
- 2005年11月8日：5,156人

## 車站周邊
- 川西町役場
- 川西結崎郵局
- 川西町三宅町式下中学校組合立式下中学校
- 南都銀行（日语：南都銀行）結崎分行
- 奈良中央信用金庫（日语：奈良中央信用金庫）結崎分行
- 糸井神社
- 島之山古墳
- 東洋SHUTTER奈良工廠
- 大日本印刷奈良工廠
- GMB（日语：GMB (企業)）本社工廠
- 光洋機械工業（日语：光洋機械工業）結崎工廠
- 日本通運結崎倉庫
- 奈良縣農業協同組合川西
- 倍美從川西店
- 奈良縣立二階堂養護学校

## 公車路線
川西町町內巡迴巴士「川西Cosmos號」（川西こすもす号）
可在「結崎站前」公車站搭乘。
- 吐田線　往 川西町役場前／唐院北口
- 保田線　往 保田公民館前／東人權中心前　（也有只有到川西町役場前的班次）

※ 周末例假日與年底年初（12月31日～1月3日）停止營運。
天理市社區巴士「銀杏號」（いちょう号） 
- 西部線　往 天理站　（1日5往復運行。）

※ 周末例假日與年底年初（12月31日～1月3日）停止營運。

## 相鄰車站
近畿日本鐵道
 橿原線
■急行
通過
■普通
家庭公園前（B33）－結崎（B34）－石見（B35）

## 外部連結
- 結崎 - 近畿日本鐵道